# The Pleasures of Electricity
The Pleasures of Electricity ist das siebte Soloalbum des ehemaligen Ultravox-Sängers John Foxx. Es wurde von Foxx zusammen mit dem britischen Musiker Louis Gordon geschrieben und aufgenommen und erschien 2001 auf Foxx’ eigenen Label Metamatic.

## Titelliste
1. A Funny Thing (4:18, Foxx/Gordon)
2. Nightlife (5:54, Foxx/Gordon)
3. Camera (7:47, Foxx/Gordon)
4. Invisible Women (5:55, Foxx/McAuley/Rodgers/Rodgers)
5. Cities of Light 5 (5:26, Foxx)
6. Uptown / Downtown (6:34, Foxx/Gordon)
7. When It Rains (4:24, Foxx/Gordon)
8. Automobile (5:56, Foxx/Gordon)
9. The Falling Room (4:52, Foxx/Gordon)
10. Travel (6:57, Foxx/Gordon)
11. Quiet City (5:04, Foxx/Gordon)

2008 wurde The Pleasures of Electricity auf Edsel (Demon Music Group) als Doppel-CD wiederveröffentlicht. Darauf waren neben dem Originalalbum neu abgemischte Versionen aller Lieder sowie zwei neue Stücke, Twilight Room und Screenplay, enthalten.

## Entstehungsgeschichte
Das Album thematisiert Foxx’ Vorliebe für Großstädte und Technologie. Arrangements und Texte sind minimalistisch und repetitiv und erinnern an Kraftwerk.
Die Stücke Invisible Women und Cities of Light hatte Foxx bereits Anfang der 1990er-Jahre für Nation XII geschrieben, ein Projekt von Foxx und Tim Simenon von Bomb the Bass. Beide Titel wurden für The Pleasures of Electricity von Foxx neu abgemischt. Nightlife war drei Monate vor Veröffentlichung von The Pleasures of Electricity Bestandteil des Kompilationsalbums Modern Art, das ansonsten nur bereits veröffentlichte Stücke enthielt. Im Rahmen der Aufnahmen zu The Pleasures of Electricity nahmen Foxx und Gordon mehrere Stücke auf, die stilistisch nicht zum restlichen Material passten und erst 2003 für das Album Crash & Burn verwendet wurden.
Das Cover des Albums wurde von Foxx, der gelernter Grafikdesigner ist und am Londoner Royal College of Art lehrt, nach eigenen Fotografien aus den späten 1970er-Jahren angefertigt. Vorbild war das Gemälde Le Principe du Plaisir von René Magritte.

## Rezeption
Allmusic konstatierte „düstere, atmosphärische, energiegeladene und tanzbare Rhythmen“ sowie „ansprechendes Songwriting“ und sah deutliche Einflüsse von Kraftwerk. Trouser Press sieht das Album in der Tradition des Vorgängers Shifting City, aber mit verstärkten nostalgischen Anklängen an Foxx’ Frühwerk aus den frühen 1980er-Jahren bis hin zum Recycling damaliger Melodiebögen. Das Journal bezeichnet The Pleasures of Electricity als „Retro-Futurismus“ und fasst zusammen, dass das zum Rezensionszeitpunkt grassierende Synthpop-Revival „noch eine Menge von Opa Foxx lernen könne“.